# Tjeckiens damlandslag i innebandy
Tjeckiens damlandslag i innebandy (tjeckiska: Česká ženská florbalová reprezentace) representerar Tjeckien i innebandy på damsidan.

## Historik
Laget spelade sin första landskamp den 14 maj 1995, då man vann med 4-0 mot Lettland i Sursee under Öppna Europamästerskapet.

### Fotnoter
1. ↑  Olsson, Persson, Olsson, Persson. Innebandy. Rabén & Sjögren